# Église Notre-Dame-de-l'Assomption du Mêle-sur-Sarthe
L'église Notre-Dame-de-l'Assomption est un édifice situé au Mêle-sur-Sarthe, dans l'Orne.

## Architecture
Construit en 1827 par l'architecte Dominique Devaux, l'édifice est inscrit aux monuments historiques en  1975.

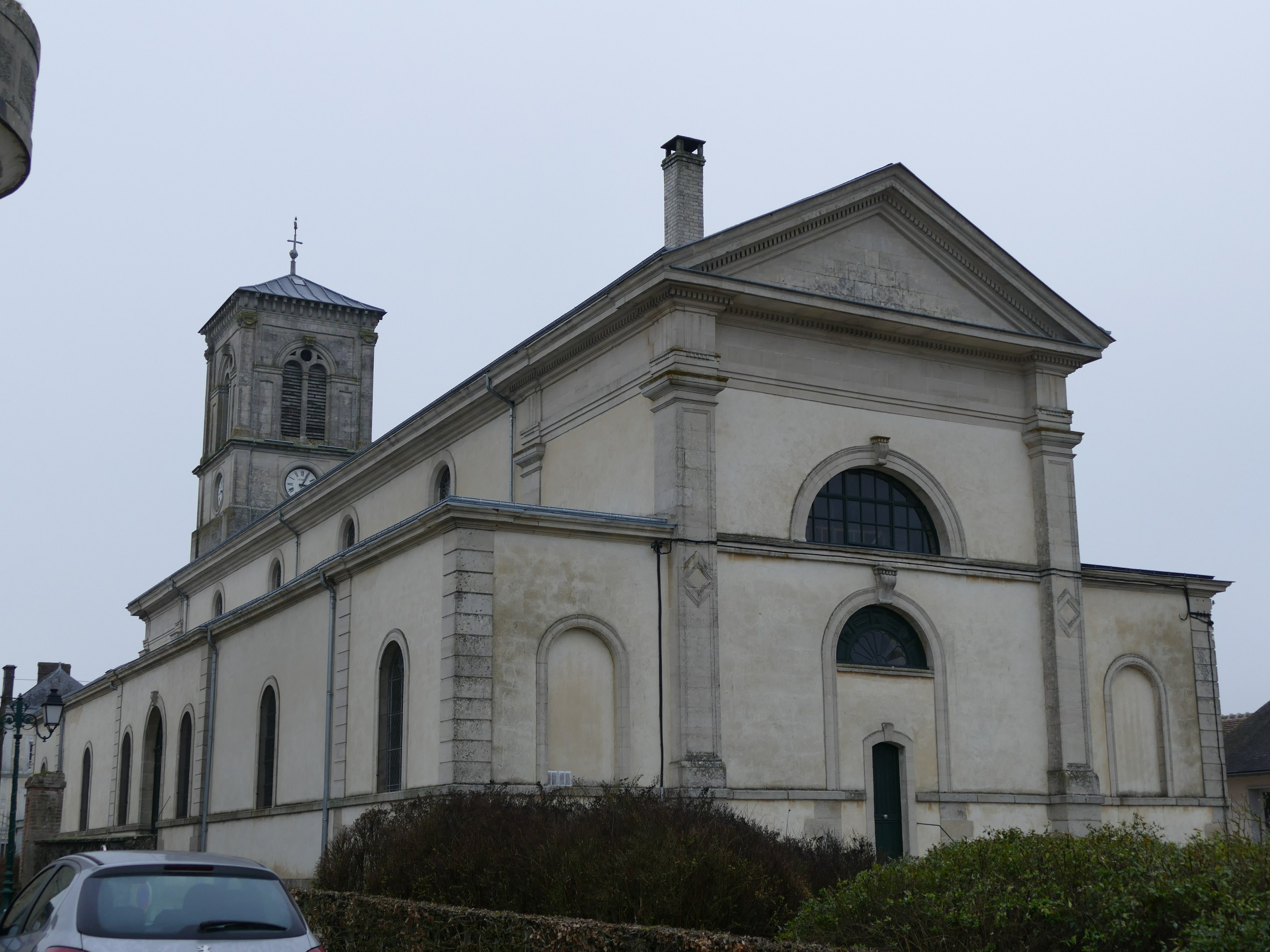
Autre vue.
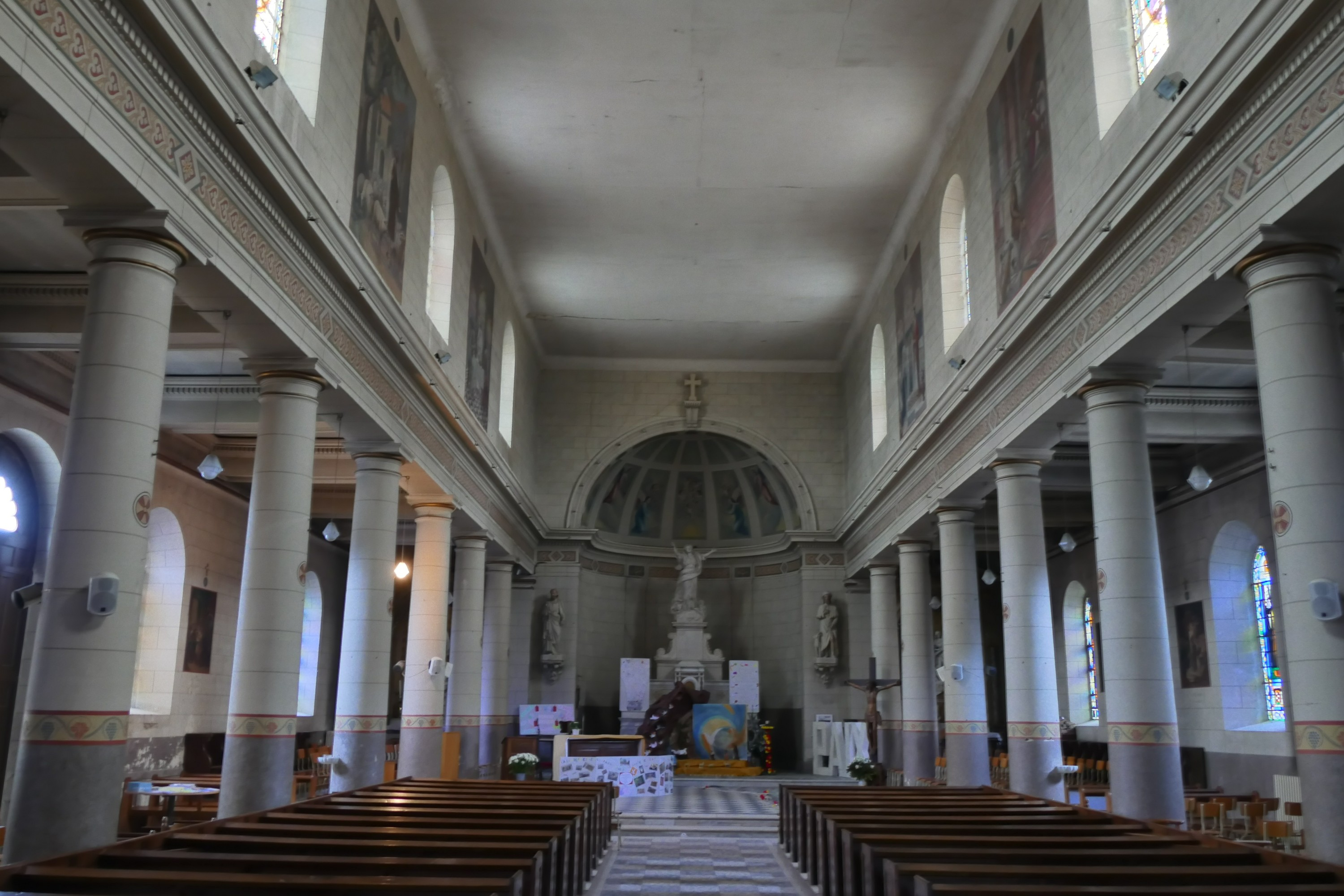
La nef.
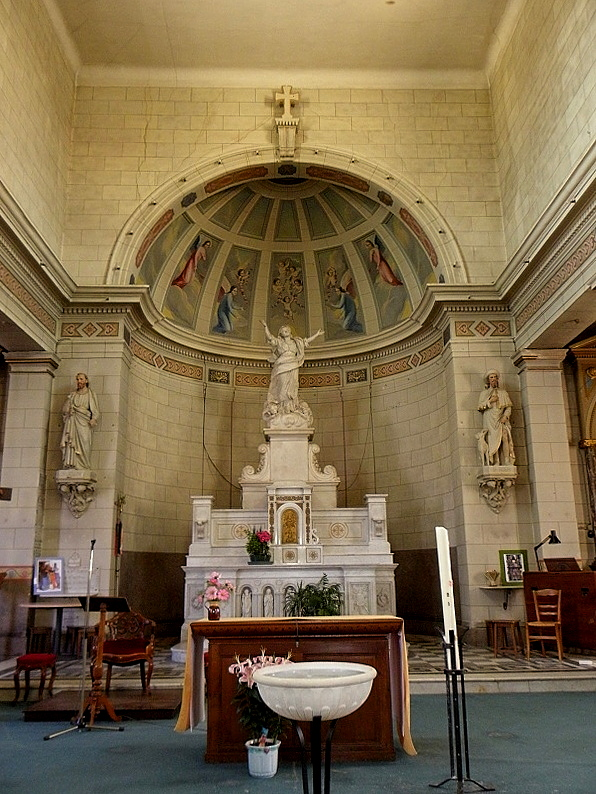
Le chœur.
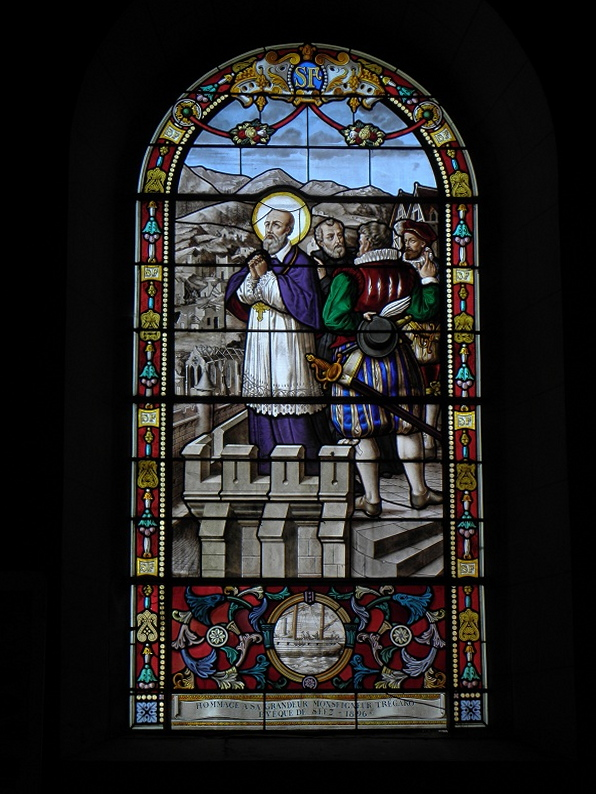
Vitrail.
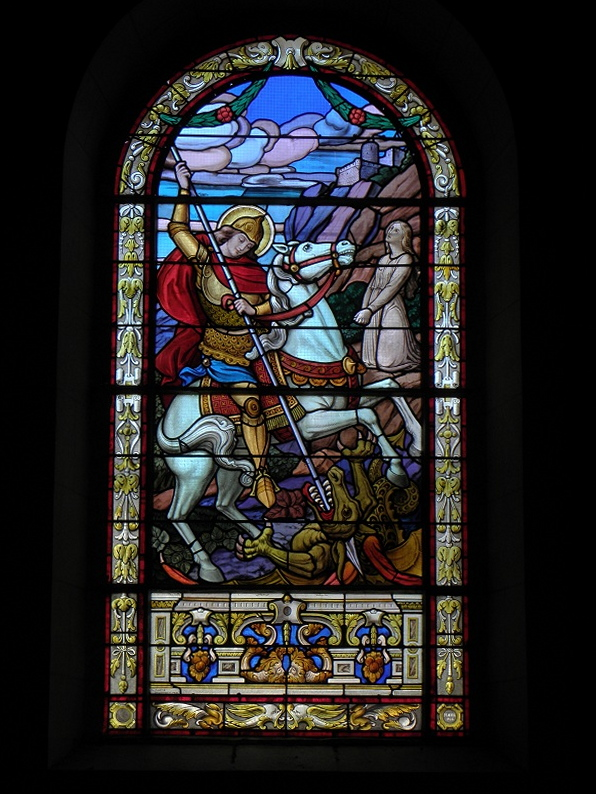
Vitrail.
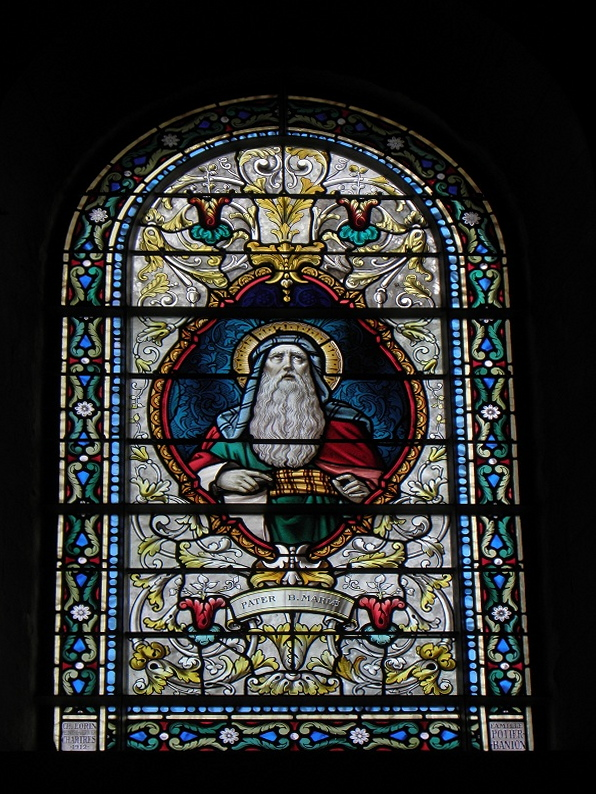
Vitrail de Charles Lorin, 1912.
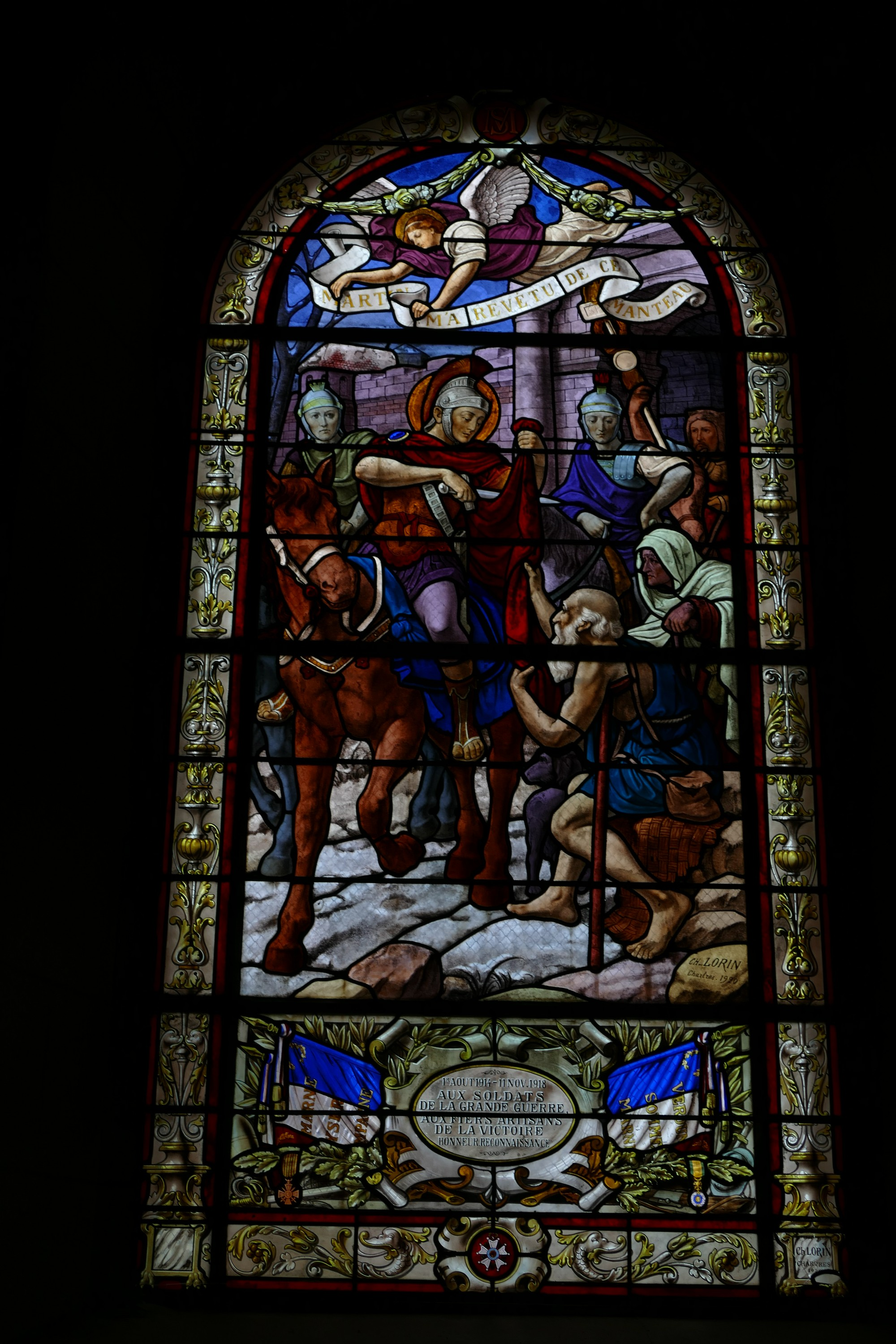
Vitrail de Charles Lorin, 1920.